# The Brood (película)
The Brood (Cromosoma Tres en España y El engendro del diablo en México) es una película canadiense de ciencia ficción y horror corporal de 1979. Escrita y dirigida por David Cronenberg está protagonizada por Oliver Reed, Samantha Eggar y Art Hindle. Narra una serie de crímenes cometidos por lo que parece ser un grupo de niños quienes, de hecho, son la descendencia "psicoplasmótica" de una mujer mentalmente inestable. Es considerada la película más inquietante, contundente y retorcida filmada por el realizador canadiense hasta ese momento de su carrera.

## Trama
El psicoterapeuta Hal Raglan dirige el Instituto Somafree, donde lleva a cabo una técnica llamada "psicoplasmosis" que estimula a los pacientes con desórdenes mentales a dejar de lados sus emociones reprimidas a través de cambios fisiológicos de sus cuerpos. Una de los pacientes es Nola Carveth, una mujer con severos desórdenes mentales que está siendo legalmente asediada por su esposo Frank por la custodia de su hija de cinco años, Candice. Cuando Frank descubre moretones y rasguños en Candice después de una visita con Nola, Frank habla con Raglan, y le informa de su intención de que Candice deje de visitar a la madre. Deseoso de proteger a su paciente, Raglan comienza a intensificar las sesiones con Nola para resolver el problema rápidamente. Durante las sesiones de terapia, Raglan descubre que Nola fue abusada física y verbalmente por su madre alcohólica y abandonada por su codependiente padre alcohólico, que se negó a proteger a Nola por vergüenza y negación. Mientras tanto, Frank, a fin de invalidar los métodos de Raglan, se entrevista con Jan Hartog, un expaciente del Instituto que está muriendo por linfoma inducido psicoplasmótico.
Frank deja a Candice con su abuela Juliana, y las dos pasan la tarde viendo antiguas fotografías. Juliana le dice a Candice que Nola frecuentemente era hospitalizada de niña con ronchas en la piel que los doctores no podían explicar. Yendo hacia la cocina, Juliana es atacada y golpeada hasta morir por un pequeño niño. Candice queda traumatizada, pero físicamente ilesa.
El distanciado marido de Juliana, Barton, regresa para el funeral e intenta contactar a Nola en el Instituto, pero es detenido por Raglan. Mientras tanto, Frank invita a la maestra de Candice, Ruth Mayer, a cenar para discutir sobre la niña, pero la cena es interrumpida por Barton que llama borracho desde la casa de Juliana y le pide a ambos que vayan al Instituto Somafree a ver a Nola. Entonces Frank va donde está Barton para consolarlo, dejando a Ruth al cuidado de Candice. Mientras él está fuera, Ruth accidentalmente contesta una llamada telefónica de Nola, quien, reconociendo su voz, la insulta y la obliga a alejarse de su familia. Frank llega a la casa y encuentra asesinado a Barton por el mismo niño que había asesinado a Juliana. Este muere después de internar matar a Frank.
La autopsia del niño revela muchas anomalías anatómicas: la criatura es asexual, supuestamente daltónico, no tiene dientes y carece de ombligo, lo que indica que no nació de forma humana. La noticia de los asesinatos llega a los periódicos y Raglan admite a regañadientes que los asesinatos coinciden con los temas tratados en las sesiones. Cierra por lo tanto el Instituto y envía a los pacientes al hospital municipal, con la excepción de Nola.
Cuando Candice regresa al colegio, dos niños atacan y matan a Ruth en la clase frente a todos y se van con Candice a Somafree. Frank es alertado por Hartog de la clausura de Somafree. Mike, uno de los pacientes forzados a irse del Instituto por obligación de Raglan, le dice a Frank que Nola es la "abeja reina" de Raglan y está a cargo de unos "niños perturbados" en una propiedad. Frank de inmediato va a Somafree, donde Raglan le dice la verdad sobre los niños: ellos son el producto accidental de las sesiones de psicoplasmosis de Nola. La rabia que siente Nola por los abusos sufridos de niña por sus padres producen estos niños que responden a sus odios, pero no son controlados por ella. Al darse cuenta del peligro de estos niños, Raglan decide entrar en el cuartel y rescatar a Candice, a condición de que Frank mantenga en calma a Nola a fin de que no provoque a los niños.
Frank intenta aproximarse a Nola, y cuando llega a ella ve cómo nace otro niño de ella. Los niños en el cuartel se despiertan y matan a Raglan. Nola prefiere matar a Candice antes que perderla. Entonces los niños van tras ella, que se esconde en un placard. Pero ellos comienzan a romper la puerta. Desesperado, Frank mata a Nola, y de esta forma los niños mueren instantáneamente, al no tener una conexión psíquica con la madre. Frank lleva a Candice al auto y se van. Como resultado de los eventos que le sucedieron a Candice, la niña tiene moretones en el brazo, al igual que los tenía su madre.

## Elenco
- Oliver Reed – Dr. Hal Raglan
- Samantha Eggar – Nola Carveth
- Art Hindle – Frank Carveth
- Nuala Fitzgerald – Juliana Kelly
- Susan Hogan – Ruth Mayer
- Gary McKeehan – Mike Trellan
- Cindy Hinds – Candice Carveth
- Harry Beckman – Barton Kelly
- Michael Magee – Inspector
- Robert A. Silverman – Jan Hartog

## Producción
The Brood fue filmada en Toronto y Mississauga, Ontario, con un presupuesto de C$1.500.000. Fue un éxito financiero, y el productor ejecutivo Victor Solnicki (quien también produjo las películas Scanners y Videodrome) dice que es su película preferida de Cronenberg. Cronenberg la calificó de la película de terror más clásico que ha hecho nunca, y, junto con La Mosca y Dead Ringers, de una de las más autobiográficas. Mientras The Brood se filmaba, Cronenberg disputaba la custodia de su hija con su primera esposa.
Es la primera película con música de Howard Shore. Posteriormente haría la música de casi todas sus películas.
The Brood tuvo escenas cortadas tanto en Estados Unidos, Canadá y el Reino Unido. Cronenberg condenó la censura de la escena culminante, en donde el personaje de Eggar da a luz a uno de los niños y comienza a lamerlo para limpiarlo: "Tuve una larga y amorosa escena de Samanta lamiendo el feto […] cuando los censores, esos animales, la sacaron, el resultado fue que mucha gente pensó que ella se estaba comiendo a su bebé. Eso es mucho peor de lo que yo estaba sugiriendo". El US MGM DVD y UK Anchor Bay DVD cuentan con la versión sin censura, mientras que todas las demás vienen con la versión reducida.
The Brood fue listada en la posición 88 del ranking de la Asociación de Críticos de Cine de Chicago de 100 "Scariest Movies of All-Time" (100 Películas de Terror de todos los tiempos). En 2004, una de sus secuencia fue votada como la 78 entre los "The 100 Scariest Movie Moments" por the Bravo Channel.
En el 2009, Spyglass Entertainment anunció una remake con guion de Cory Goodman, para ser dirigida por Breck Eisner. Finalmente Eisner abandonó el proyecto en el 2010.

## Recepción
Las críticas de The Brood fueron variadas. Mientras que Variety la criticó como "extremadamente bien hecha, si esencialmente una desagradable sorpresa", Leonard Maltin la calificó una rotunda "bomba". Roger Ebert la llamó "aburrida" y "repugnante en formas que no son entretenidas", e incluso preguntó, "¿De verdad hay gente que quiere ver basura reprensible como esta?".
En Cult Movies, Danny Peary, quien abiertamente desaprobaba Shivers y Rabid, dijo que The Brood es "la mejor película de Cronenberg" porque "nos preocupamos por los personajes", y, si bien no le gustó el final dijo que es "una hora y media de absorbente y sólido cine".
En An Introduction to the American Horror Film (Una introducción a las películas americanas de horror), el crítico Robin Wood ve a The Brood como una obra reaccionaria que retrata el poder femenino como irracional y espantoso, y los intentos peligrosos del personaje de Oliver Reed como análogo a los peligros de intentar deshacer la represión en la sociedad.
En Monsters in America: Our Historical Obsession with the Hideous and the Haunting, W. Scott Poole argumenta que el número de películas de horror producidas en la década del 1970 y 1980 refleja las críticas conservadores de los movimientos de liberación de la mujer y la ansiedad un poco incómoda por el control de las mujeres sobre sus cuerpos y su reproducción, incluyendo Alien y It's Alive.
A pesar de las críticas variadas, la película cuenta con un 79% de aprobación en Rotten Tomatoes.